# Poggio (Marciana)

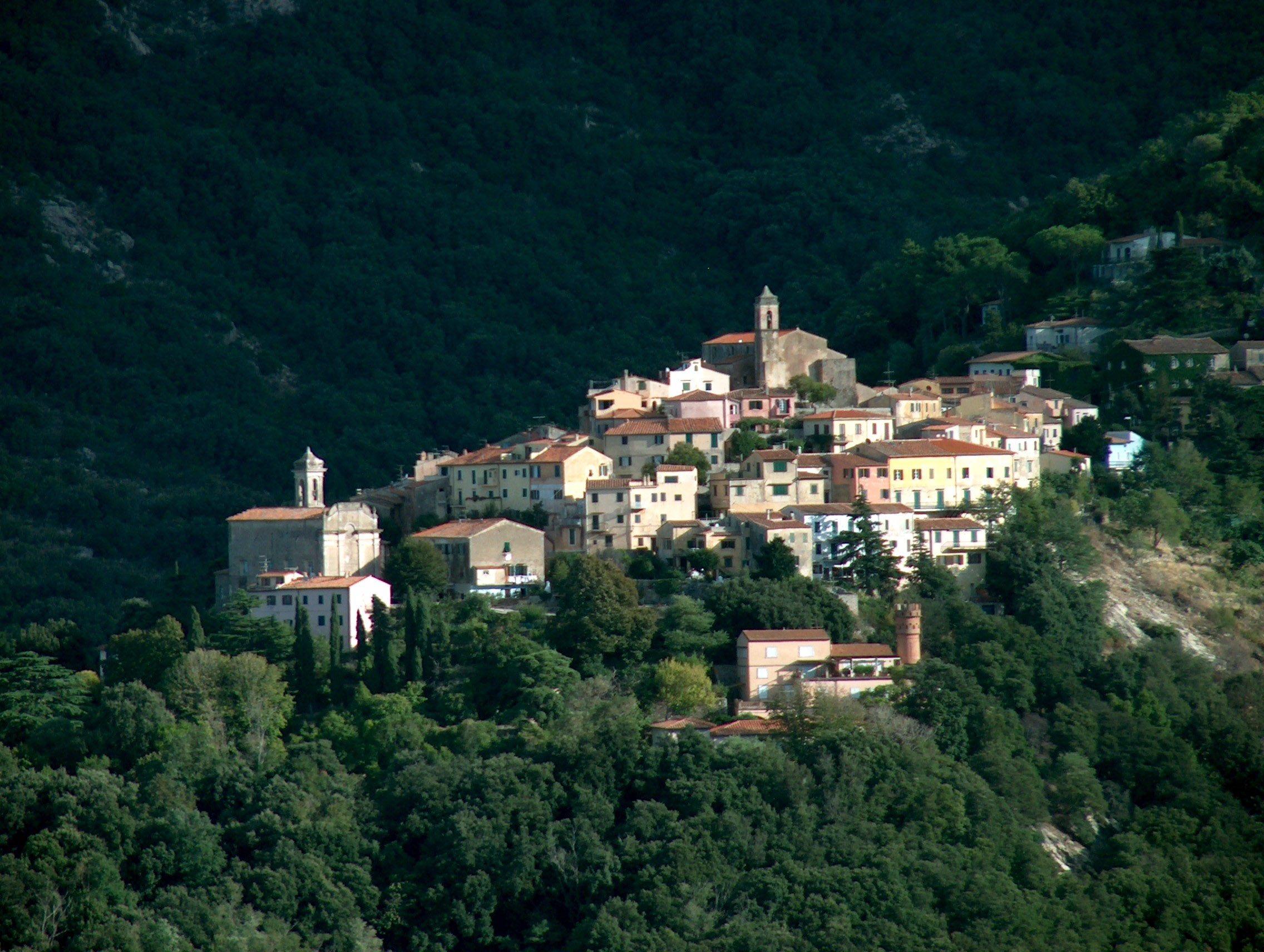
Blick auf Poggio

Lage des Ortes Poggio in der Gemeinde Marciana

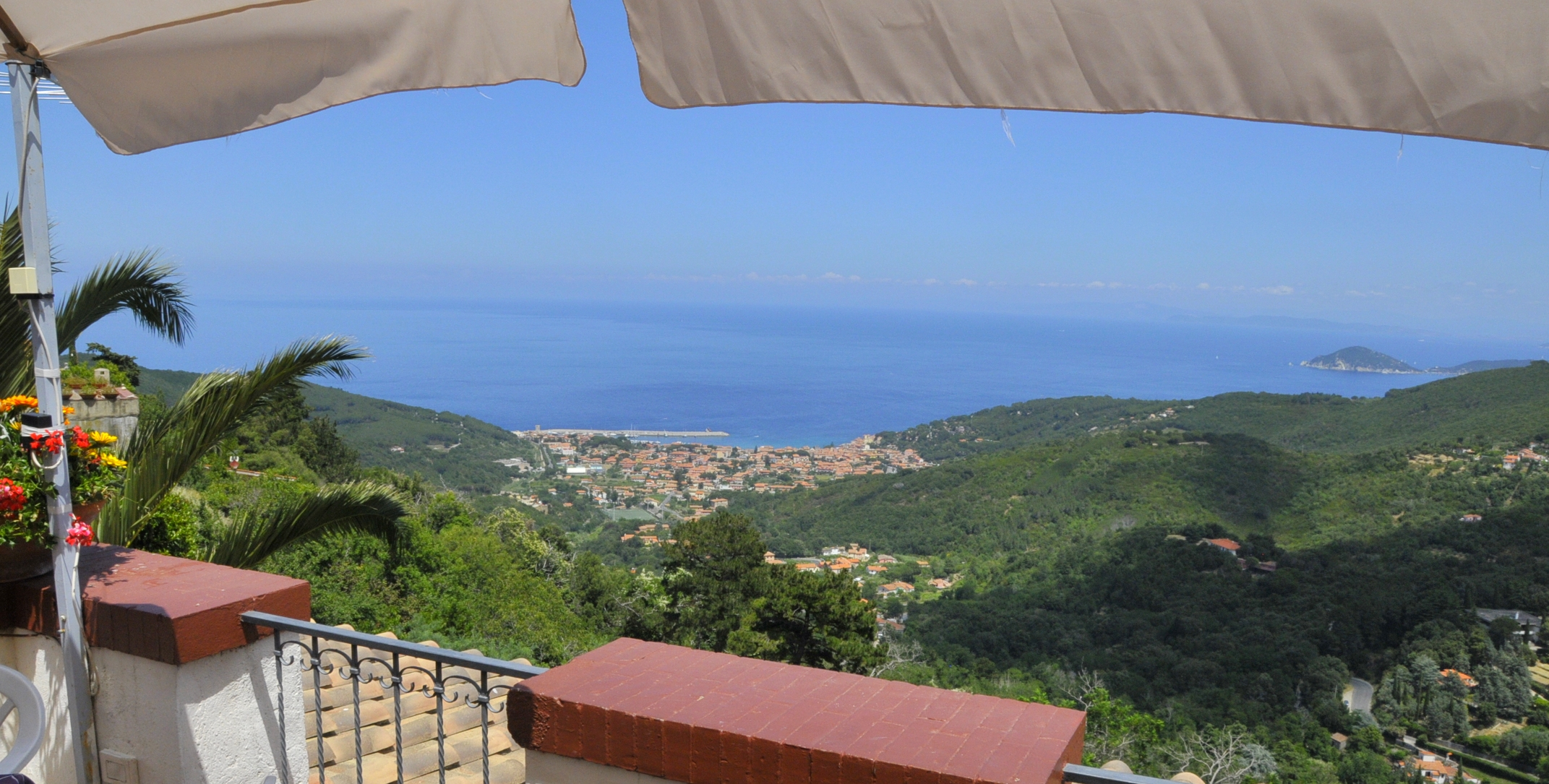
Blick von Poggio nach Marciana Marina

Poggio (ital. für Anhöhe) ist ein Ortsteil (Fraktion, italienisch frazione) der Gemeinde Marciana im Westen der italienischen Insel Elba in der Provinz Livorno mit etwa 240 Einwohnern.

## Lage
Die Ortschaft wurde in 330 m Höhe am Nordhang des Monte Capanne inmitten von Kastanien- und Steineichenwäldern erbaut und liegt 3 km südöstlich vom Hauptort der Gemeinde Marciana, Marciana Alta entfernt. Die Straße SP 25 führt in Serpentinen durch den Ort. Marciana Marina, der Hafenort am Meer, liegt in 3 km Luftlinie im Nordosten.

## Geschichte
Die Ursprünge Poggios sind im 8. Jahrhundert zu suchen.

## Sehenswertes
- Bei einem Spaziergang durch die Gassen des Ortes – alle autofrei – fällt auf, dass alles geradezu miniaturhaft ist: Die Häuser, ihre Fenster, die Straßen, Gassen und Treppen sowie die Balkone der Häuser. Alles gruppiert sich um die Kirche San Niccolò.
- Auf dem höchsten Punkt der terrassenförmigen Anordnung auf einem Bergrücken, deshalb von den Römern auch Podium genannt, wurde die Kirche San Niccolò im 13. Jh. n. Chr. errichtet, der dazugehörende Kirchturm wurde im 18. Jh. hinzugefügt. Aus dieser Zeit stammen die heute noch erhaltene Freitreppe und die Außenfassade. Die Kirche ist eine der drei befestigten Kirchen (zu vergleichen, aber nicht gleichzusetzen mit Wehrkirchen oder Kirchenburgen) der Insel Elba und war der sicherste und am besten zu verteidigende Platz des Dorfes, wohin sich die Bewohner bei Gefahr zurückzogen.
- Im unteren, nördlichen Ortsrand von Poggio steht die Kirche San Defendente aus dem 16. Jahrhundert, die im Jahre 1796 restauriert wurde. Der Glockenturm wurde 1815 errichtet und die Fassade 1821 fertiggestellt.
- Die nahe gelegene Heilquelle in einer scharfen Rechtskurve zwischen Poggio und Marciana Alta ⊙ wurde bekannt, als Napoleon mit dem Quellwasser sein chronisches Blasenleiden lindern konnte. Das aus der Fonte Napoleone gewonnene Quellwasser wird heute in Flaschen abgefüllt, vermarktet und überall auf Elba  angeboten. Für Einwohner und Touristen gibt es eine eigens eingerichtete kostenlose Zapfstelle.

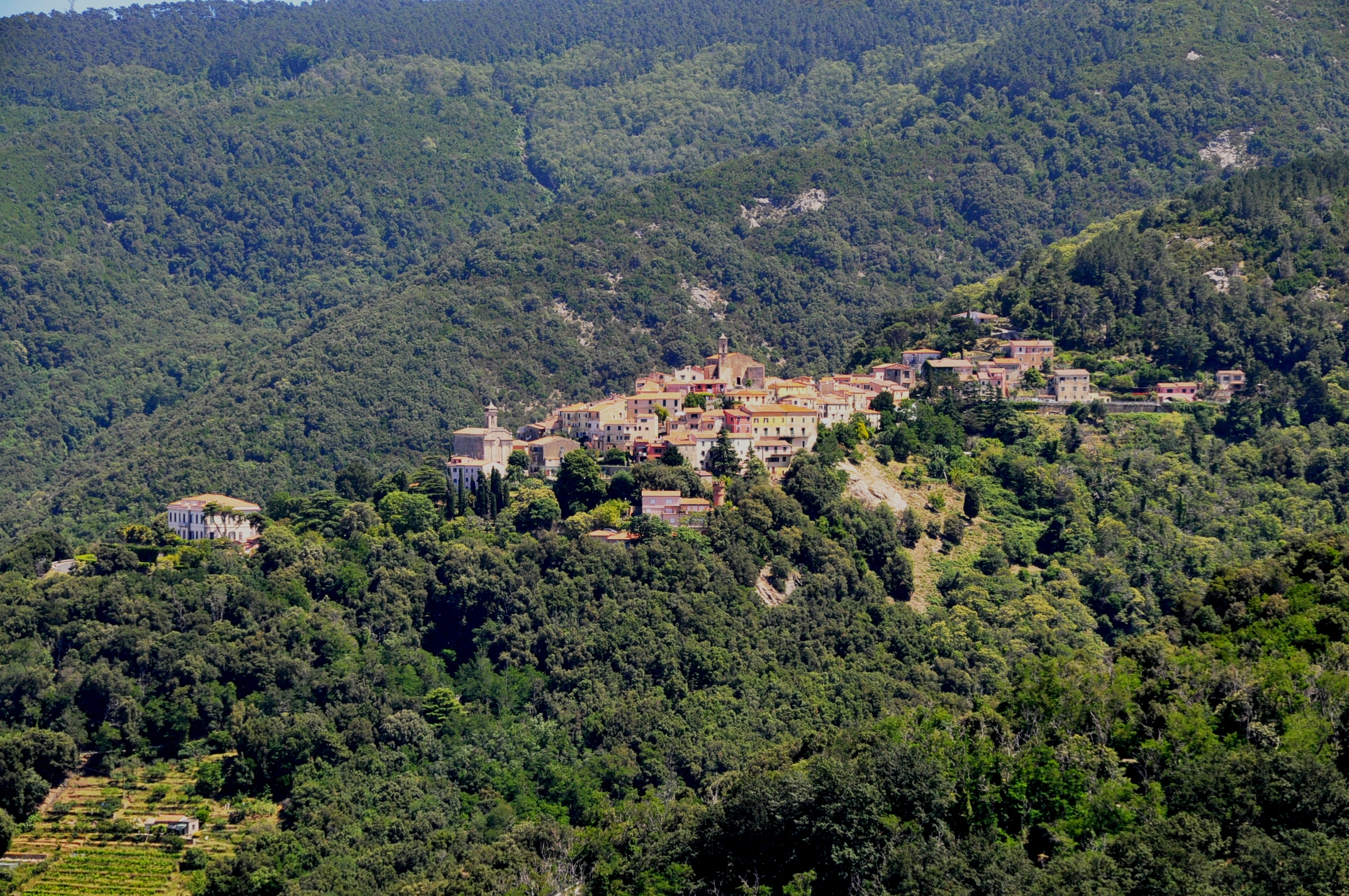
Gesamtansicht von Poggio, die untere Kirche ist San Defendente
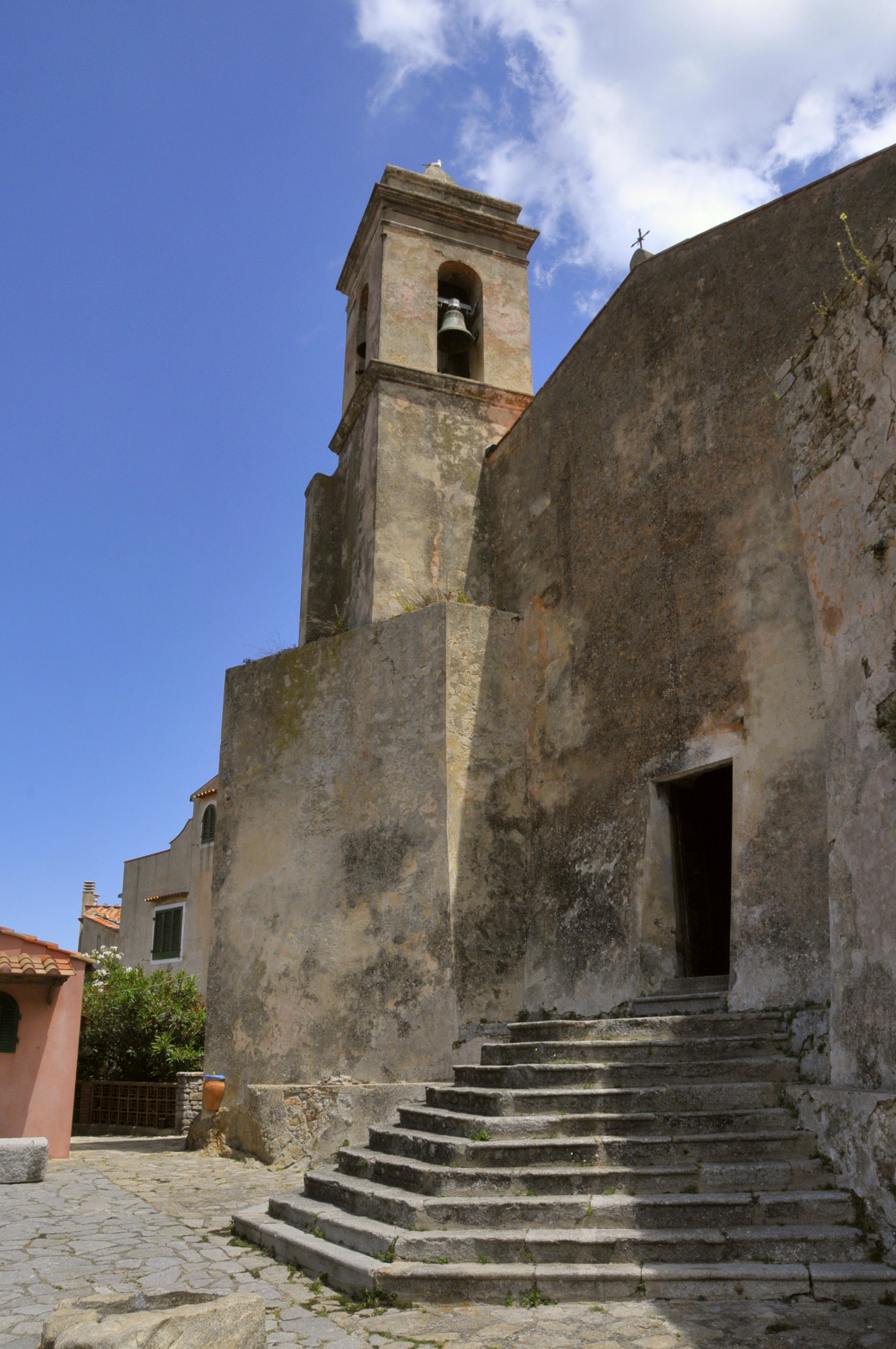
Chiesa San Niccolò
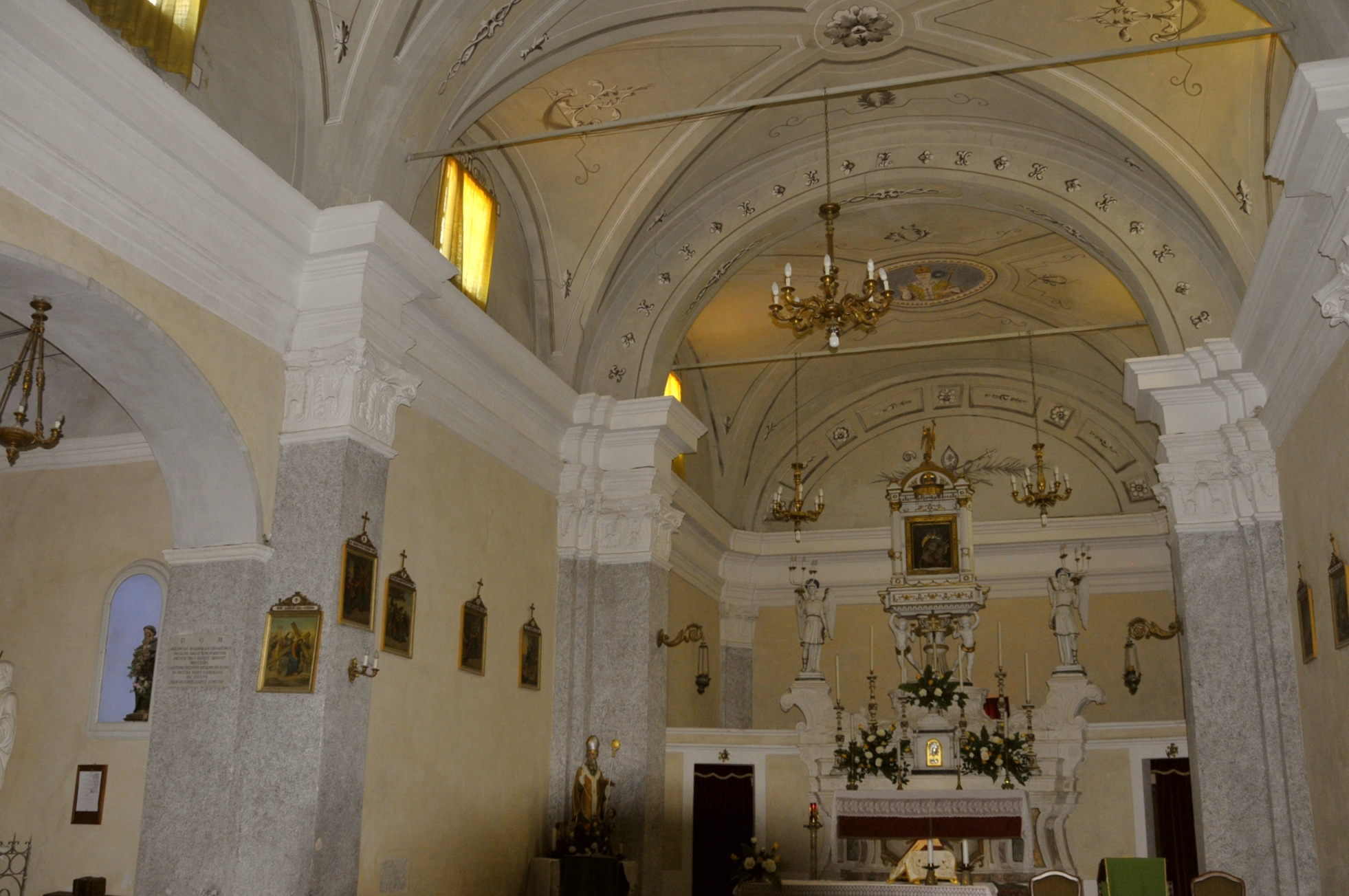
Inneres von San Niccolò
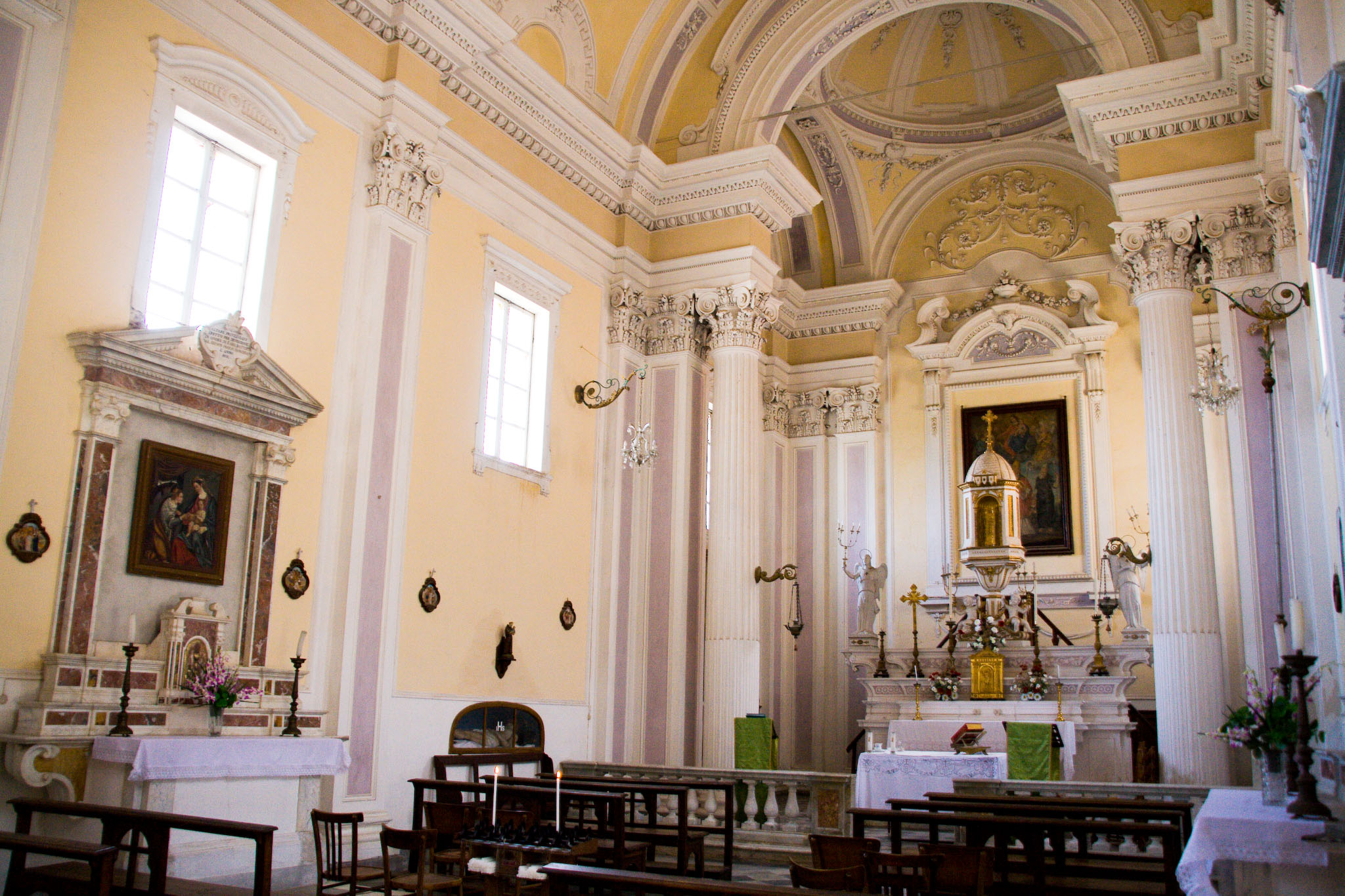
Inneres von San Defendente
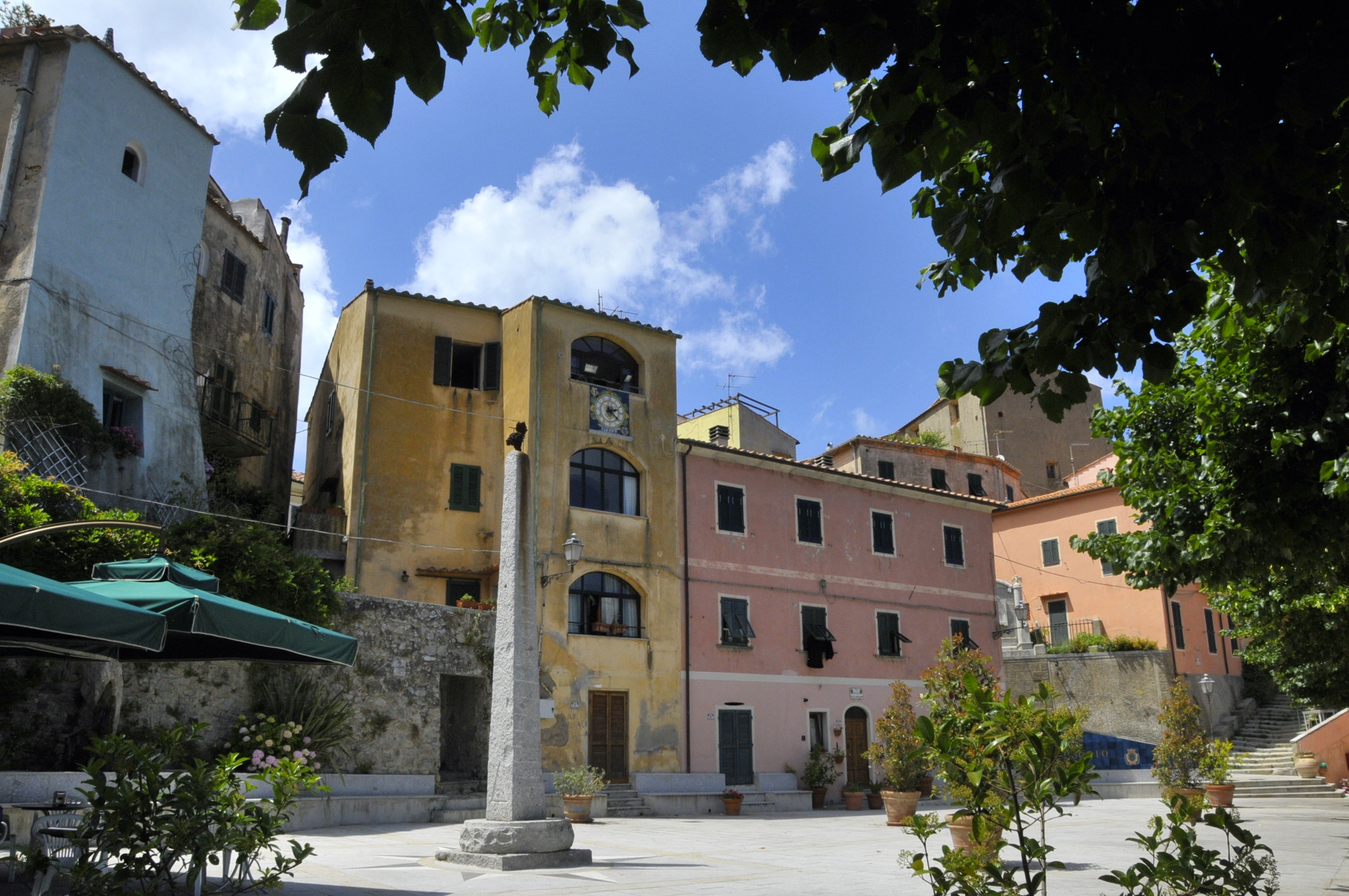
Piazza 20 Settembre; von hier besteht eine schöne Aussicht auf das Meer bei Marciana Marina
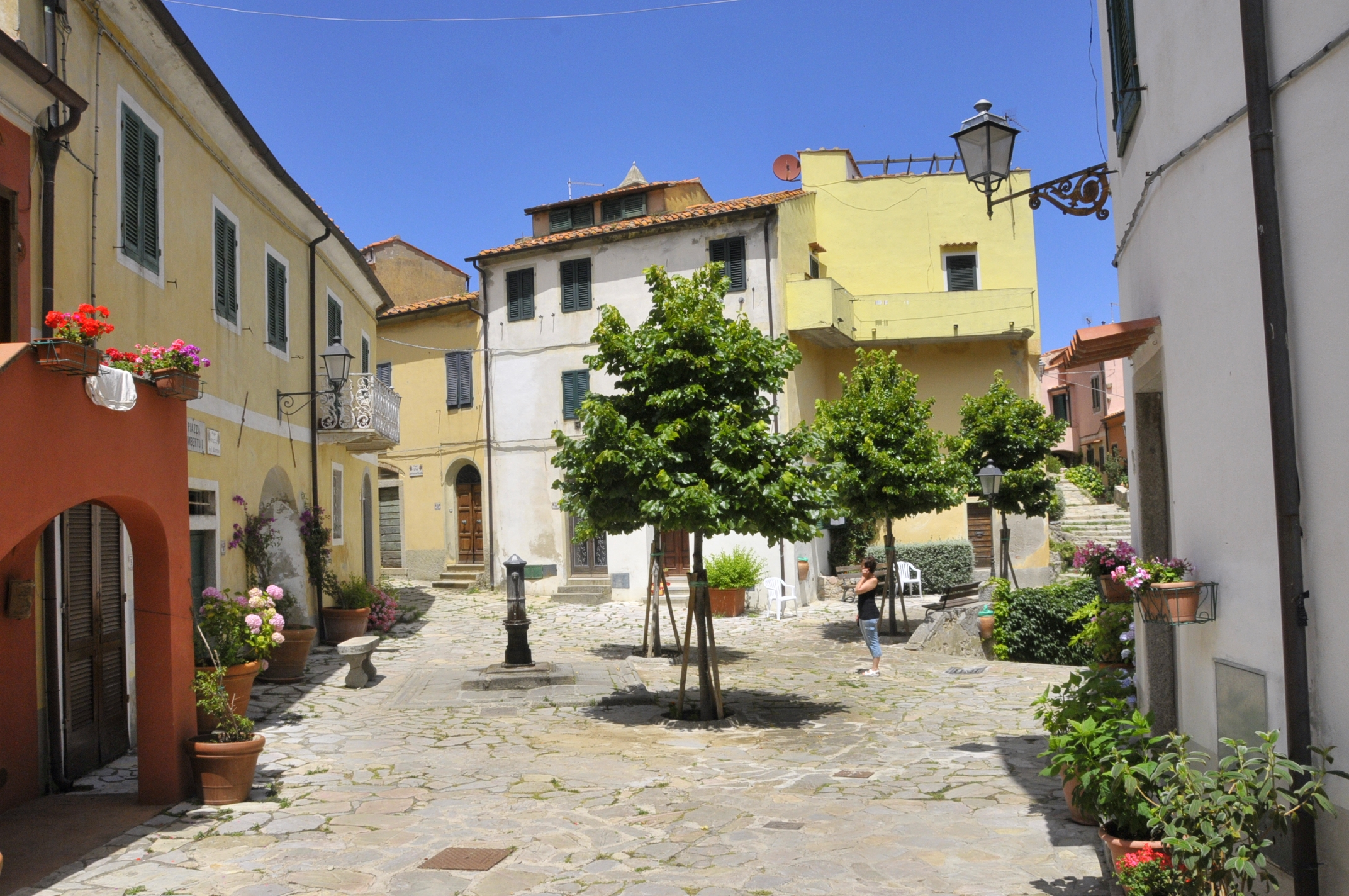
Piazza Umberto I, früher der alte Marktplatz (Piazza Vecchia)
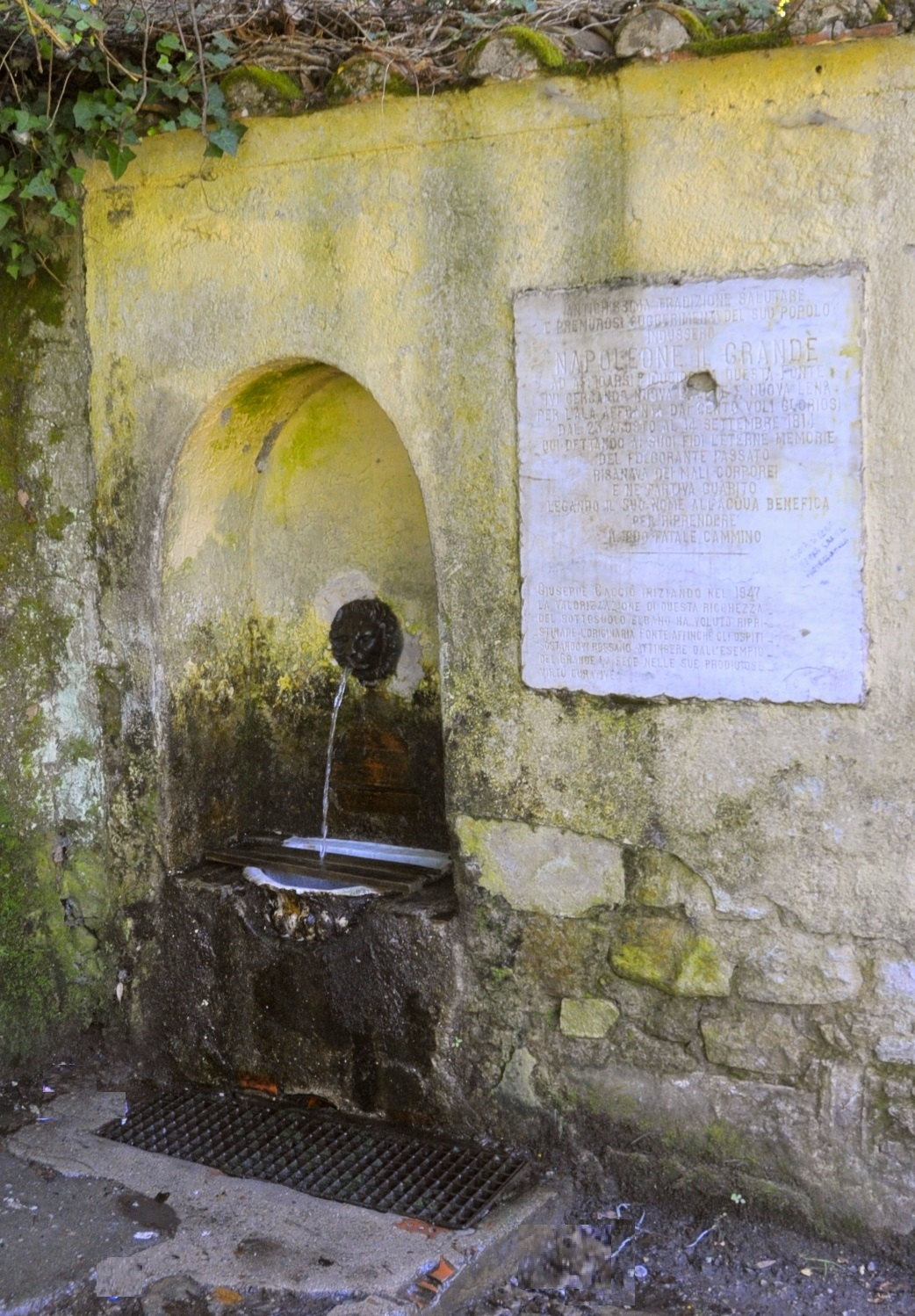
Fonte Napoleone

## Wirtschaft
Poggio ist ein ehemaliges Bergarbeiterdorf und nun seit einigen Jahren Luftkurort. Eine weitere wichtige Einnahmequelle ist der Tourismus.

## Persönlichkeiten

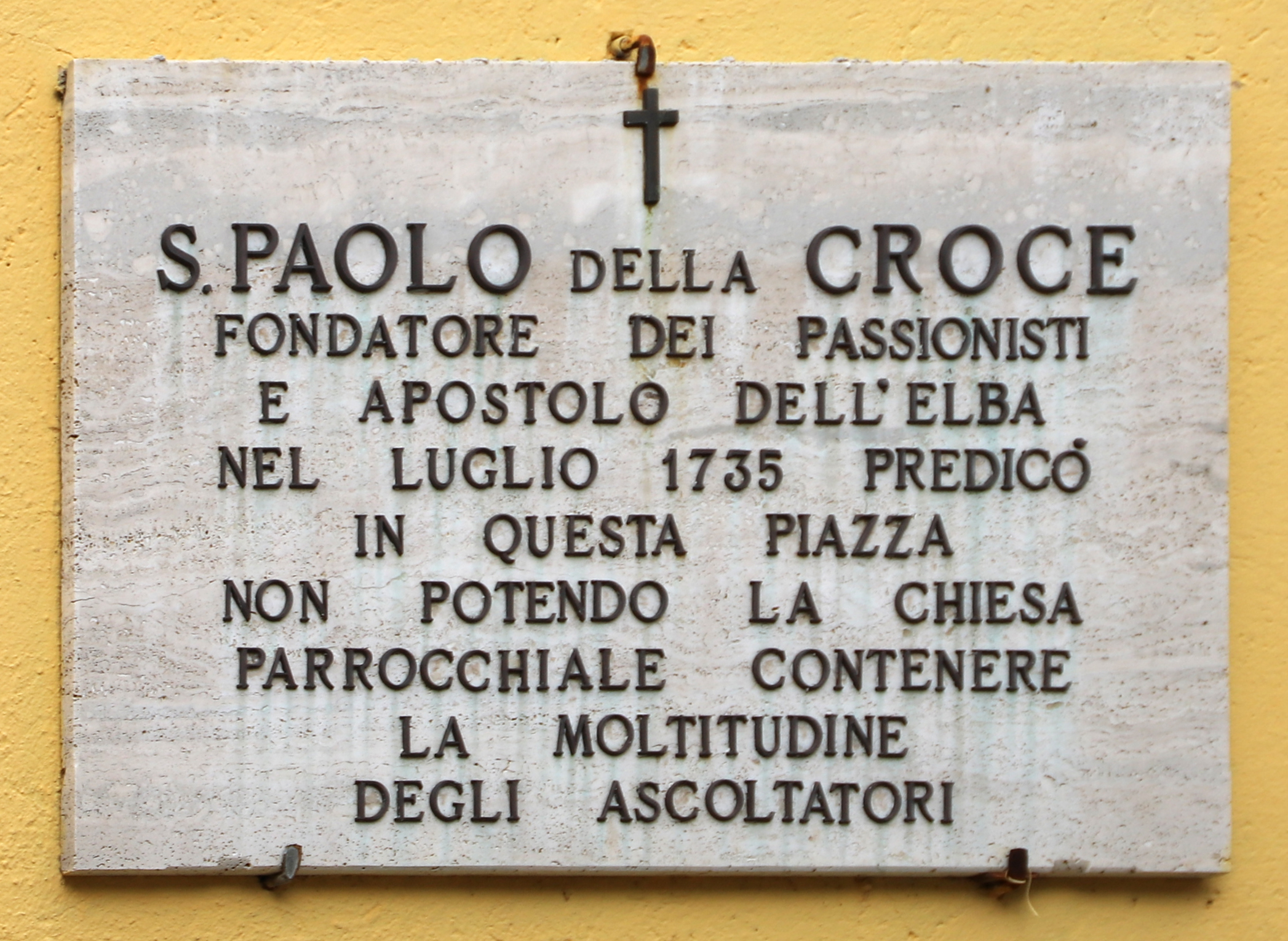
Gedenktafel an Paolo della Croce auf der Piazza Vecchia

- Paul vom Kreuz (Paolo della Croce) (1694–1775) predigte auf der ehem. Piazza Vecchia im Juli 1735 vor der versammelten Dorfbevölkerung, woran eine Gedenktafel an einer Häuserwand auf diesem Platz erinnert.
- Napoleon (1769–1821), „entdeckte“ die Fonte Napoleone während seines Elba-Aufenthalts
- Oreste del Buono (1923–2003), Journalist, Schriftsteller, Übersetzer und Literaturkritiker; wurde in Poggio geboren
- Anna Maria Rimoaldi (1924–2007), Filmregisseurin und Drehbuchautorin; ist in Poggio gestorben